# 1951年縱谷地震系列
1951年縱谷地震系列又稱為1951年花蓮-台東地震系列，由米崙斷層、玉里斷層、池上斷層錯動引起。該地震是一個系列地震，從1951年10月22日至1951年12月5日分別在台灣東部地區發生，其中最大的兩個地震芮氏規模達7.3，分別在10月22日和11月25日發生。這場地震系列共造成85人死亡。

## 主震
該系列中最強大的地震發生在1951年10月22日05:34，震央在23.9°N, 121.7°E，即花蓮市東南方約10公里近海，規模7.3，全臺各地與離島地區均有感受到地震威力。在10月22日當日11:29與13:43時，再發生了規模皆為7.1的地震。
第二次地震則造成重大人員傷亡，發生在11月25日02:50，規模為7.3，中心震央在23.2°N, 121.5°E，即台東縣成功東北方約15公里近海。

## 災害損失
總傷亡和損失數據由中央氣象局提供（如下）： 
- 85人死亡
- 200人受重傷
- 1000人輕傷
- 大約3000棟房舍徹底毀損，含玉里協天宮。

全台灣在這次地震中均有受災。蘇花公路在10月22日的主震中毀壞。台北至花蓮的電話中斷。嘉義某電廠的油庫起火。甫在花蓮復校的漢陽兵工學校因校舍損毀，便於次年遷至台北重建。

花蓮縣政府的地震應變統計資料：
計10月22日及11月25日發生遽震2次，其餘有感地震達700餘次，房屋損壞全倒者724棟、半倒2050棟、人口死亡50名、受傷334名、失蹤2名，財產損壞估價新台幣4795萬7339元。